# Actinocephalus rigidus
Actinocephalus rigidus är en gräsväxtart som först beskrevs av August Gustav Heinrich von Bongard, och fick sitt nu gällande namn av Paulo Takeo Sano. Actinocephalus rigidus ingår i släktet Actinocephalus och familjen Eriocaulaceae. Inga underarter finns listade i Catalogue of Life.